# Gottlob Münsinger
Gottlob Georg Friedrich Münsinger (* 19. Februar 1873 in Schafhausen; † 25. Februar 1949 in Berlin) war ein deutscher Politiker (SPD). Er war von 1946 bis 1949 Bezirksbürgermeister des Bezirks Spandau von Berlin. 1948 wurde er mit der Stadtältestenwürde von Berlin ausgezeichnet.

## Leben und politische Laufbahn
Münsinger absolvierte die Volksschule und erlernte den Beruf eines Werkzeugmachers. Nach dem Militärdienst begab er sich als Geselle auf die Wanderschaft durch Deutschland, Österreich, Italien und die Schweiz.
Frühzeitig engagierte er sich gewerkschaftlich und war ab 1908 Geschäftsführer des Deutschen Metallarbeiter-Verbandes (DMV) in Rathenow, wo er auch der Stadtverordneten-Versammlung angehörte.
Seine Tätigkeit für den DMV setzte Münsinger auch ab 1912 nach seiner Übersiedlung nach Köln fort.
1914 wurde Münsinger zum Heeresdienst eingezogen, kehrte aber 1917 ins Berufsleben zurück, weil ihn die Firma Siemens für das Wernerwerk in Berlin-Siemensstadt anforderte.
Ende 1918 wurde er als Arbeitnehmervertreter Mitglied im Aufsichtsrat von Siemens & Halske.
1919 wurde er für die SPD in die Stadtverordnetenversammlung von Berlin gewählt.
Von 1922 bis zur „Machtergreifung“ der Nationalsozialisten war er Stadtrat in Berlin-Spandau.
Gottlob Münsinger wurde 1946 Bezirksbürgermeister von Spandau und bekleidete dieses Amt bis 1949.

## Ehrungen

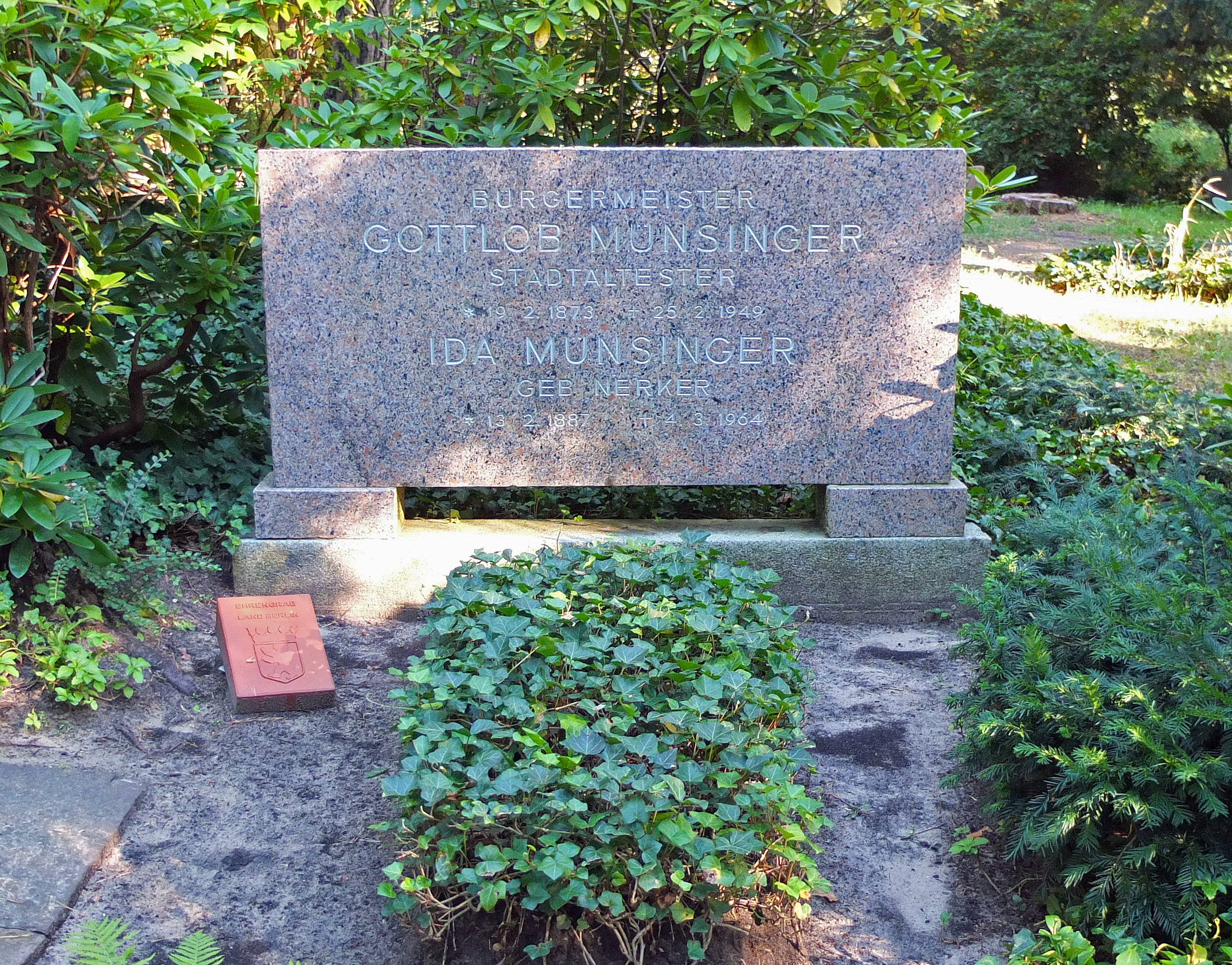
Grabstätte

Nach seinem Tode erhielt Münsinger ein Ehrengrab der Stadt Berlin im Bürgermeisterhain auf dem Friedhof In den Kisseln.
Eine Straße und ein Park in Spandau sind nach ihm benannt.